# Рубен Везу
Рубен Мігель Нуніш Везу (порт. Rúben Miguel Nunes Vezo; нар. 25 квітня 1994, Сетубал) — португальський футболіст, півзахисник пірейського «Олімпіакоса».

## Життєпис

### Віторія
Рубен з 2009 по 2013 рік виступав за юнацькі та молодіжні команди «Віторії». За «Віторію» провів свій перший виступ 18 серпня 2013 у грі проти «Порту». Всього він провів вісім ігор у вищій лізі Португалії.

### Валенсія
4 листопада стало відомо, що Рубен переходить до складу «Валенсії» під час зимового трансферного вікна. Гравець уклав чотирирічну угоду, а сума операції склала півтора мільйона євро. Перший гол за «Валенсію» забив 23 лютого 2014 в матчі проти «Гранади».